# Baci di dama
I baci di dama sono dei biscotti originari del Piemonte, e più precisamente della città di Tortona dove nacquero un secolo fa, chiamati così perché composti da due calotte di pasta unite dal cioccolato che richiamano due labbra intente a baciare.

## Storia

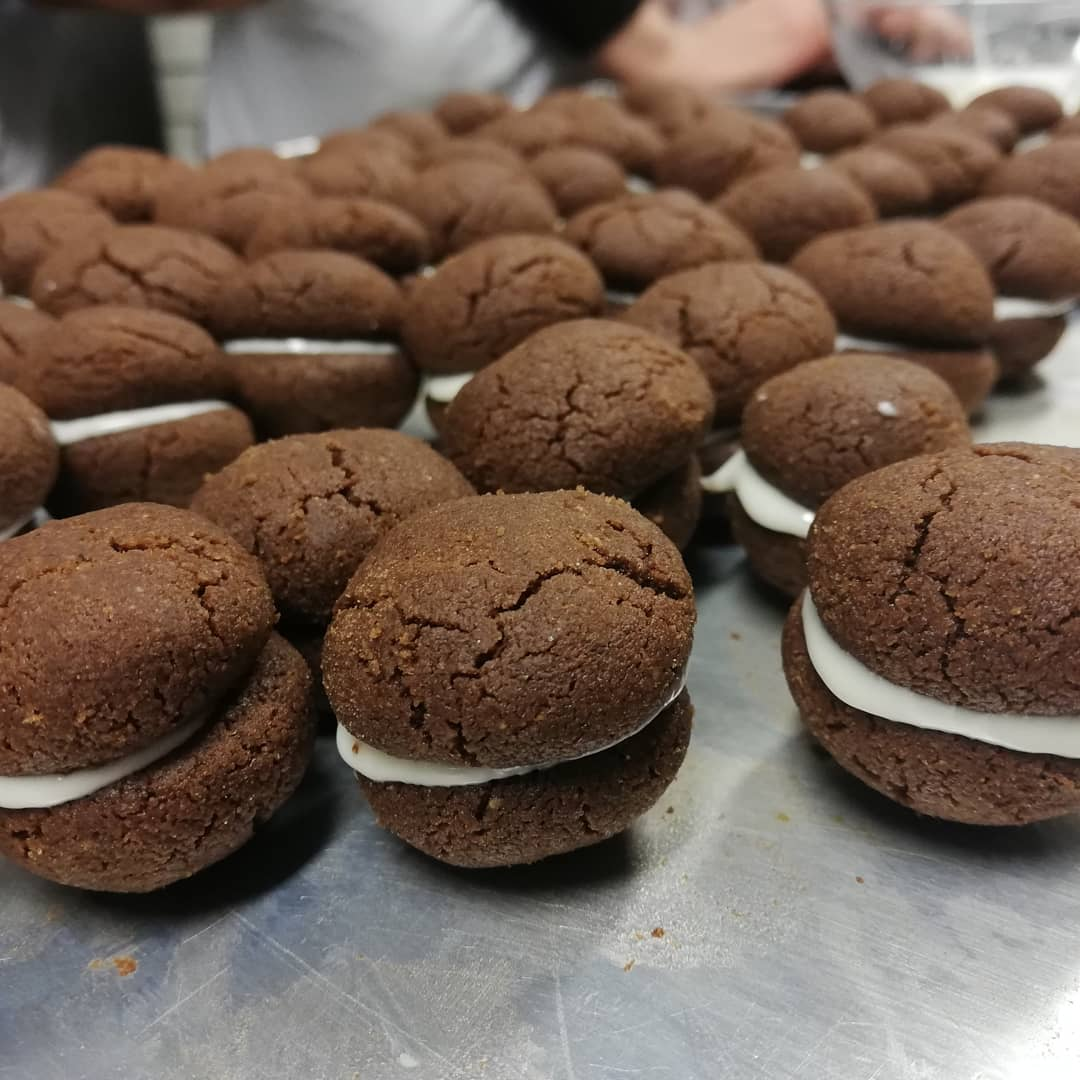
Baci di dama al cacao

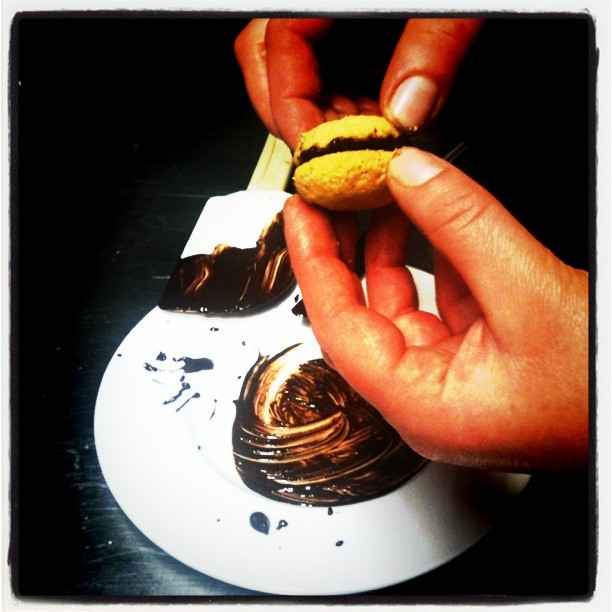
Preparazione dei baci di dama

Sebbene la paternità dei baci di dama sia oggi universalmente attribuita a Tortona, un'altra versione supportata da fonti scritte, vorrebbe la loro nascita nella vicina Novi Ligure, per mano del pasticcere Augusto Manelli, che nell'Ottocento lavorava in città presso un laboratorio dove avrebbe sfornato per la prima volta il bacio di dama. Successivamente, Manelli si trasferì a Tortona dove conobbe Vercesi e Zanotti, che resero famoso il dolce ancora oggi oggetto di "dispute" campaniliste tra le due vicine città piemontesi.

## Varianti
Attualmente si possono trovare diverse varianti di questa ricetta. La più nota è senza dubbio quella di Alassio, chiamati appunto baci di Alassio, in cui si aggiunge cacao e miele ai biscotti. Questa variante ebbe un tale successo che fu brevettata nel 1919 dal suo creatore Pasquale Balzola. Ancora oggi sono prodotti secondo l'antica ricetta originale di Balzola e di suo figlio Rinaldo (pasticcere personale del re d'Italia Vittorio Emanuele III dal 1932 al 1938) e giungendo ai giorni nostri.
Altre varianti dei baci di dama sono i torinesi Umbertini, ripieni di cioccolato, i Basin di Madama Racchia di Bene Vagienna, la cui guarnizione è una confettura di mele e lamponi, e i baci di dama tipici della zona di Lamezia Terme, caratterizzati dall'essere ricoperti per metà da un sottile strato di cioccolato fondente. 

## Folclore
Una leggenda vuole che i baci di dama siano nati dalla fantasia di un cuoco di casa Savoia nell'autunno del 1852 su richiesta di Vittorio Emanuele II di assaggiare un nuovo dolce. Il prodotto incontrò l'approvazione e da allora venne servito sulle tavole reali d'Italia e, in seguito, di tutta l'Europa.
Altra ipotesi è che siano nati a Novi Ligure dalle mani del pasticcere Augusto Manelli, poi trasferitosi a Tortona.